# Symfonische variaties (Bax)
De Symfonische variaties is een compositie van Arnold Bax. Het werk is het werk dat het dichtst een pianoconcert benadert in het oeuvre van Arnold Bax.
Het werk begon als een compositie voor piano solo. Hij dateerde het op 8 februari 1917. Hij begon daarna aan de orkestratie maar voorzag die niet van een datum. Wel voorzag hij zijn manuscript van een aantekening met het tijdstip 11.00 uur in de ochtend van 11 november 1918; het tijdstip van de wapenstilstand van de Eerste Wereldoorlog. Hij voorzag het originele manuscript van “opgedragen aan Tania" (Tanie zijnde Harriet Cohen), maar liet dat bij de orkestratie weg; zijzelf zou nadien dat zelf weer ingevuld hebben. Zij probeerde verder de geschiedenis van het werk te vertroebelen door vol te houden dat hij het speciaal voor haar geschreven had, maar onderzoekers zijn het er over eens dat Bax toch voornamelijk zichzelf als de solist zag. Dat haalden de onderzoekers uit het feit dat er sommige intervallen genoteerd zijn, die de handen van Cohen (ze had relatief kleine handen) slechts met moeite konden spelen, terwijl Bax dat zelf wel had gekund. Bax overschatte waarschijnlijk zijn eigen kunne op de piano en wees het later als een werk voor Cohen aan.
Hij schreef een werk in het genre van "Thema met variaties", waarbij de pianopartij de belangrijkste is. De componist gaf een hint in de richting wat men kon voorstellen bij deze muziek, het leven van een (onbenoemde) held; voor de rest hield hij zich op de vlakte. Bax bleef trouwens aan het werk met deze compositie, voerde coupures uit en ook is het tweede deel (Youth) enige tijd weggeweest, maar werd later weer toegevoegd. Harriet Cohen gaf op 23 november 1920 tijdens een Promsconcert de première begeleid door het Queen's Hall Orchestra onder leiding van Henry Wood. Het werk viel destijds in goede aarde; de soliste mocht een aantal keren terugkomen op het podium. Een herhaling van zetten volgde tijdens de Promsuitvoering in 1922, opnieuw veel applaus en het terughalen van de soliste. Het werk zou in het tijdvak 1920 tot en met 1938 zeven keer gespeeld worden tijdens die concertreeks, daarna verdween het in de vergetelheid. Kaikhosru Shapurji Sorabji vond het verreweg het beste pianoconcert van een Engelse componist, maar dat Cohen er (soms) een potje van maakte.
Het werk kent de volgende opzet:
- Lento espressivo (the theme)
- Variatie I (Youth; allegro; restless and tumultous)
- Variatie II (Nocturne; slow and serene, broadly)
- Variatie III (Strife; allegro vivace)
- Variatie IV (The temple; slow and solemn)
- Variatie V (Play; (Scherzo; allegretto vivace)
- Intermezzo (Enchantment; very moderate tempo)
- Variatie VI (Triumph; Moderate tempo - Glowing and passionate)

Musicoloog Leo Samama vond dit werk een uitschieter in het oeuvre van Bax. Toch bleef het moeilijk rond dit werk. Er zijn in 2017 slechts twee opnamen voorhanden:
- Uitgave Chandos: Margaret Fingerhut met het London Philharmonic Orchestra onder leiding Bryden Thomson; een opname uit 1987 (besproken door Samama)
- Uitgave Naxos: Ashley Wass met het Bournemouth Symphony Orchestra onder leiding van James Judd in een opname uit 2008

Orkestratie:
- solopiano
- 3 dwarsfluiten (I ook piccolo), 2 hobo’s, 1 althobo, 2 klarinetten, 2 fagotten, 1 contrafagot
- 4 hoorns, 2 trompetten, 3 trombones, 1 tuba
- pauken, 3 man/vrouw percussie
- violen, altviolen, celli, contrabassen